# Рональд Макнейр
Рональд Ервін Макнейр (нар. 21 жовтня 1950 — пом. 28 січня 1986) — американський астронавт і фізик NASA. Він загинув у віці 35 років під час запуску шатла «Челленджер» в рамках місії STS-51-L, у якій він був одним із трьох спеціалістів місії в екіпажі з семи осіб.
До катастрофи «Челленджера» Макнейр літав як фахівець місії на STS-41-B на борту «Челленджера» з 3 по 11 лютого 1984 року, ставши другим афроамериканцем у космосі.

## Походження
Рональд Ервін Макнейр народився в Лейк-Сіті, Південна Кароліна, 21 жовтня 1950 року у сім’ї Карла К. Макнейра, майстра з ремонту автомобілів, і його дружини, вчительки середньої школи на ім’я Перл. Віг зростав разом зі своїм старшим братом, Карлом С., і молодшим братом, Еріком. Макнейр виріс у родині з низьким доходом, у його домі не було ні електрики, ні води.
Пізніше сім'я переїхала до кращого, але все ще малоякісного будинку після смерті дідуся Макнейра. Його старший брат, пишучи в посмертній біографії про Макнейра, описав, як під час дощу сім'я «застеляла підлогу і меблі каструлями і сковорідками, щоб зловити воду, яка капала через дах».
Влітку 1959 року Макнейр відмовився покинути сегреговану публічну бібліотеку Лейк-Сіті, не отримавши дозволу взяти свої книги. Після виклику поліції та його матері, Макнейру дозволили взяти книги з бібліотеки; будівля, в якій тоді розташовувалася бібліотека, тепер носить його ім'я. Дитяча книга «Велика місія Рона» пропонує белетризований опис цієї події.
У 1967 році Макнейр закінчив середню школу Карвер як валедікторіан (академічне звання, яке присвоюється найкращому учневі випускного класу навчального закладу).
У 1971 році Макнейр отримав ступінь бакалавра наук з інженерної фізики з відзнакою в Аграрно-технічному державному університеті Північної Кароліни в Грінсборо, штат Північна Кароліна. В університеті A&T Північної Кароліни він навчався під керівництвом професора Дональда Едвардса, який створив навчальну програму з фізики в університеті.
У 1976 році Макнейр отримав ступінь доктора філософії з фізики в Массачусетському технологічному інституті під керівництвом Майкла Фелда, отримавши національне визнання за свою роботу в галузі лазерної фізики. Того ж року Макнейр виграв золоту медаль AAU з карате. Згодом він виграв п’ять регіональних чемпіонатів і отримав чорний пояс п’ятого ступеня з карате.
Макнейр отримав чотири почесні докторські ступені, а також кілька стипендій і подяк. Він став штатним фізиком у дослідницькій лабораторії Хьюза в Малібу, Каліфорнія. Макнейр також був членом Omega Psi Phi Fraternity.

## Кар'єра космонавта

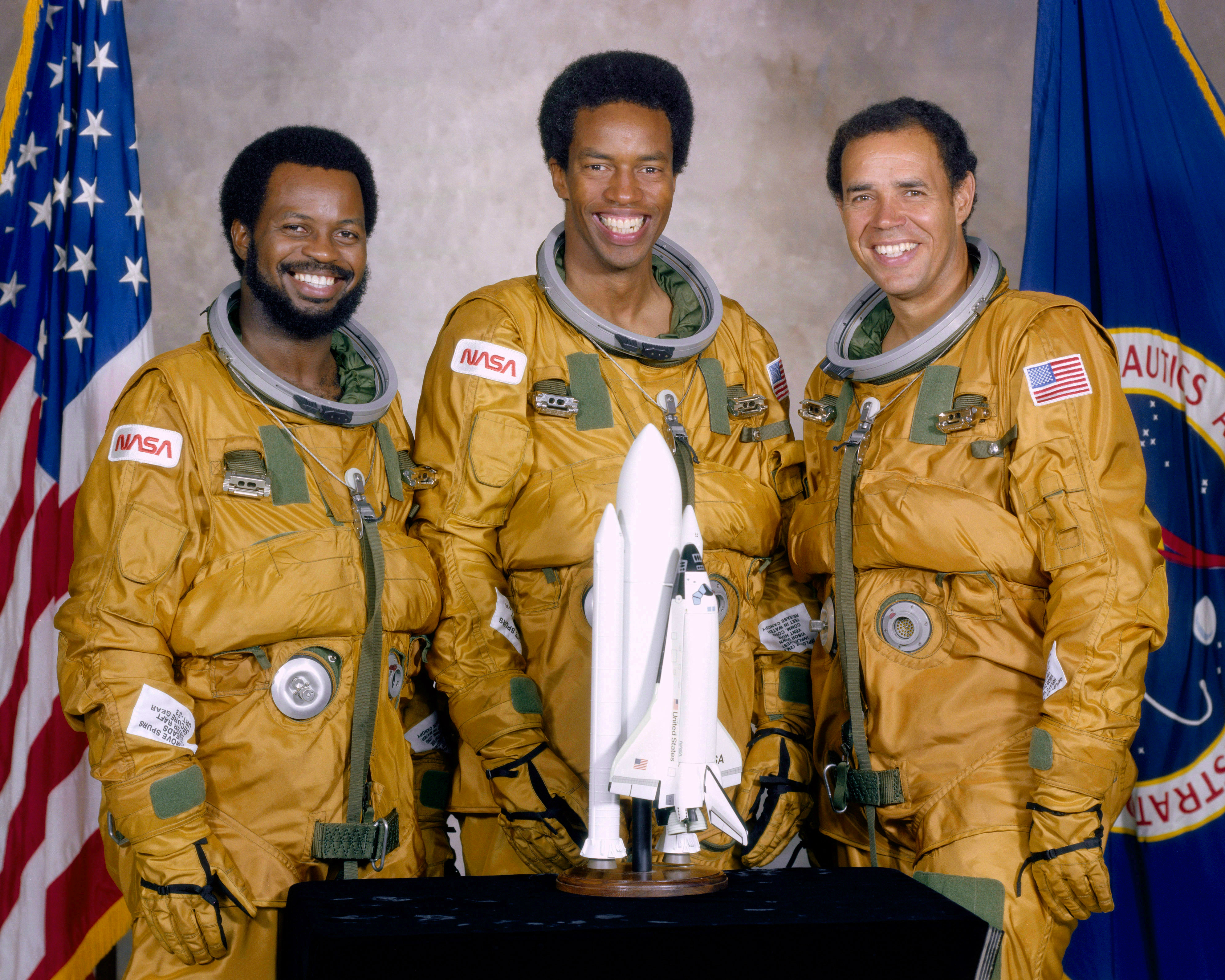
Перші троє афроамериканських астронавтів, які відправилися в космос, у тому числі Макнейр, Гай Блуфорд і Фред Грегорі з класу астронавтів 1978 року.

У 1978 році Макнейр був обраний одним із 35 претендентів із 10 000 кандидатів на участь у програмі астронавтів НАСА. Він був одним із кількох астронавтів, яких завербувала Нішель Ніколс у рамках зусиль НАСА зі збільшення кількості астронавтів із числа національних меншин та жінок. Макнейр літав як спеціаліст місії на STS-41-B на борту Челленджера з 3 по 11 лютого 1984 року, ставши другим афроамериканцем, який літав у космос.

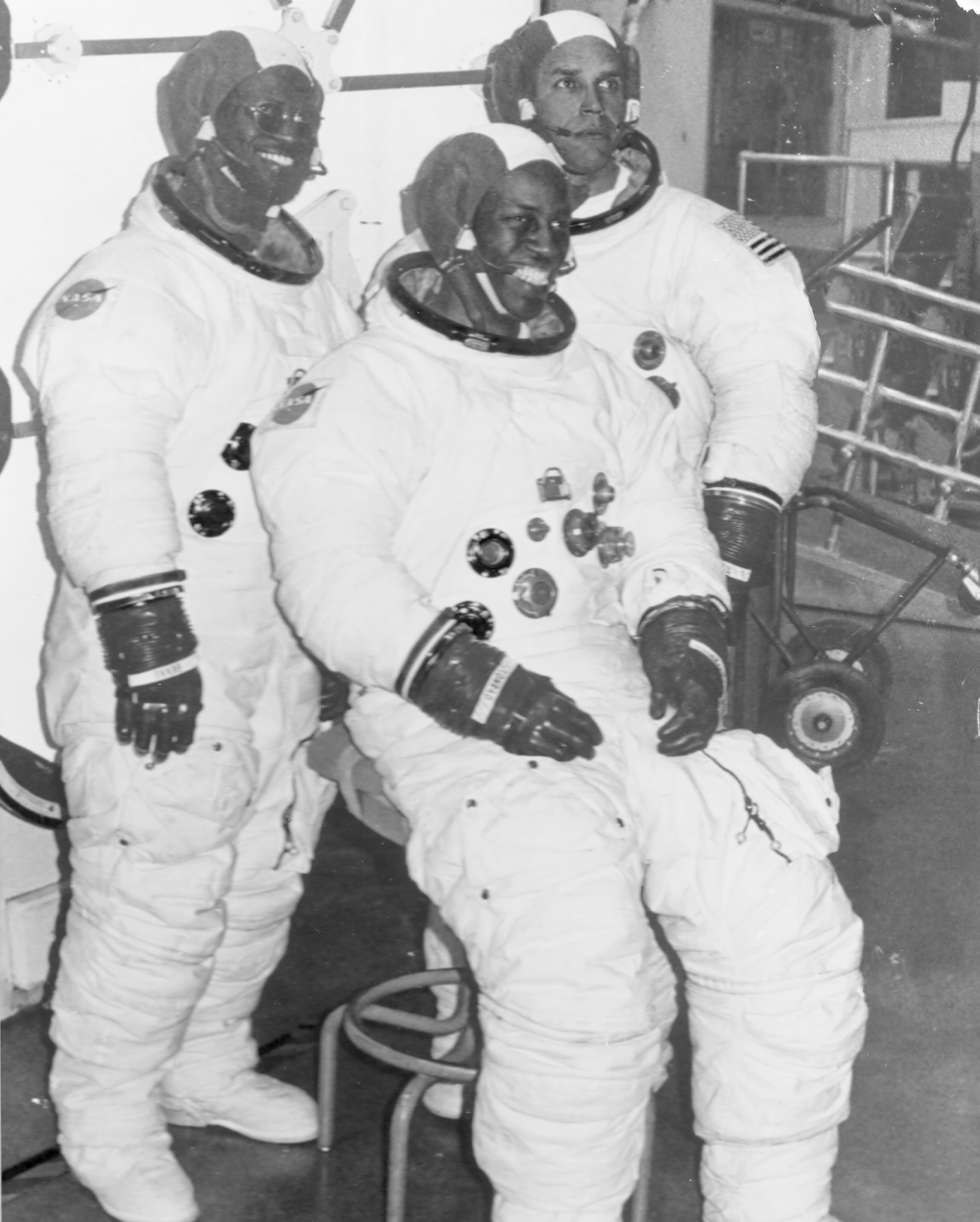
Кандидати в астронавти Рон Макнейр, Гай Блуфорд і Фред Грегорі в скафандрах Apollo, травень 1978 року

### КатастрофаЧелленджера

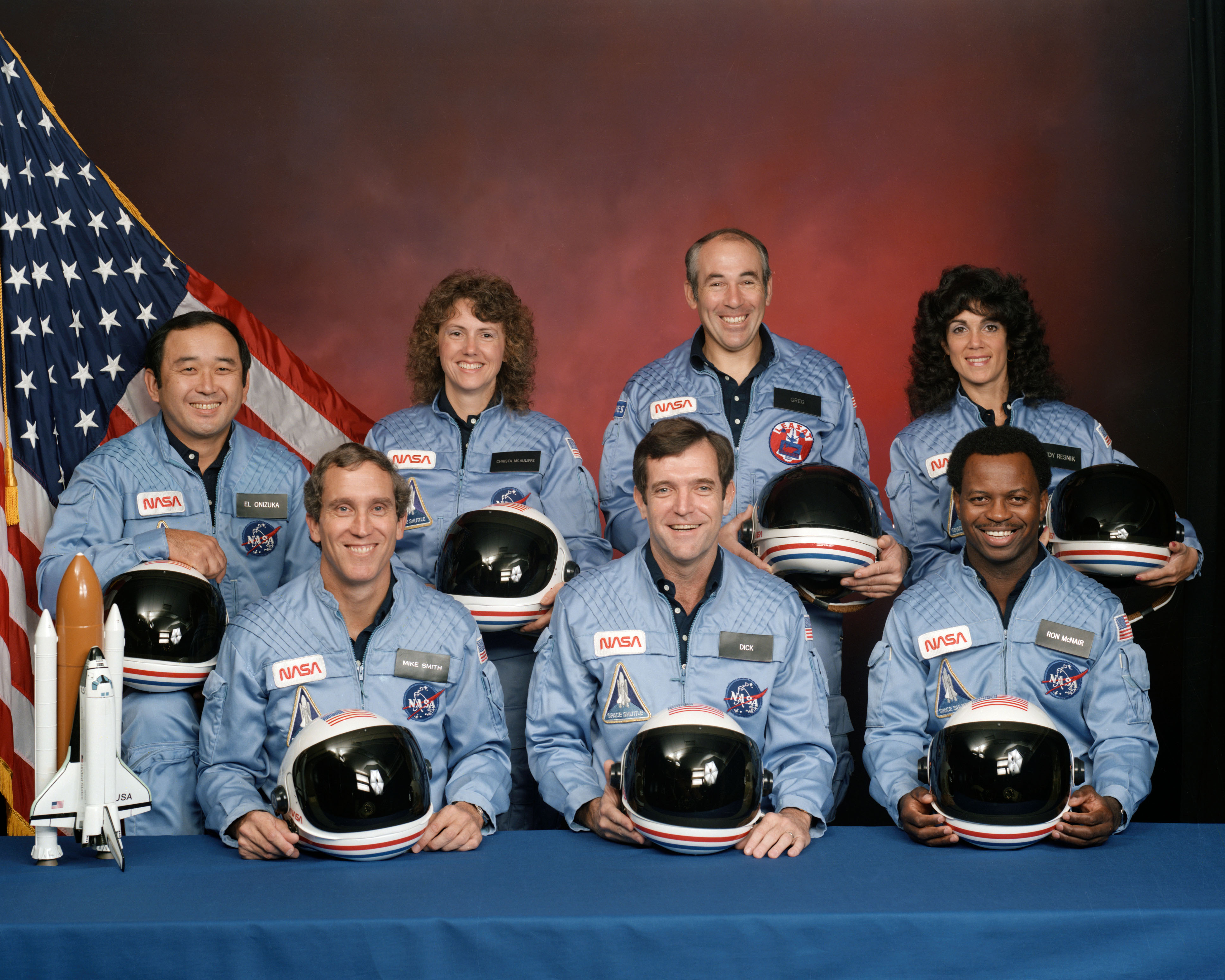
Екіпаж Challenger: (перший ряд) Майкл Дж. Сміт, Дік Скобі, Рональд Макнейр; (задній ряд) Еллісон Онізука, Кріста Маколіфф, Грегорі Джарвіс, Джудіт Резнік

Після місії STS-41-B Макнейр був обраний для STS-51-L як один із трьох спеціалістів місії в екіпажі з семи осіб. Місія стартувала 28 січня 1986 року. Він та інші шість членів екіпажу загинули, коли «Челленджер» розпався на висоті 9 миль над Атлантичним океаном через 73 секунди після старту.
Спочатку Макнейр був похований у Меморіальному парку Рест-Лон у Лейк-Сіті, Південна Кароліна. Його останки були ексгумовані у 2004 році та перенесені до Меморіального парку Рональда Е. Макнейра, розташованого в іншому місці Лейк-Сіті.

## Музика в космосі
Макнейр був досвідченим саксофоністом і ентузіастом джазу.
Перед своєю останньою доленосною космічною місією Макнейр працював з французьким композитором і виконавцем Жаном-Мішелем Жарром над музичним твором для майбутнього альбому Жарра «Rendez-Vous». Передбачалося, що Макнейр запише своє соло на саксофоні на борту «Челленджера», що зробить соло Макнейра першим оригінальним музичним твором, записаним у космосі (хоча пісня «Jingle Bells» була зіграна на губній гармоніці під час попереднього космічного польоту Gemini 6). Однак запис так і зробили, оскільки політ закінчився катастрофою і загибеллю всього  екіпажу. Останній трек Rendez-Vous, «Last Rendez-Vous», має підзаголовок «Ron's Piece», а в анотації міститься присвята від Жарра: «Рон був настільки схвильований цією п'єсою, що репетирував її безперервно до останнього моменту. Нехай пам'ять про мого друга, астронавта і художника Рона Макнейра живе в цьому творі». Макнейр мав взяти участь у концерті Жарра Rendez-vous Houston через пряму трансляцію з орбітального корабля Shuttlecraft.

## Громадське вшанування

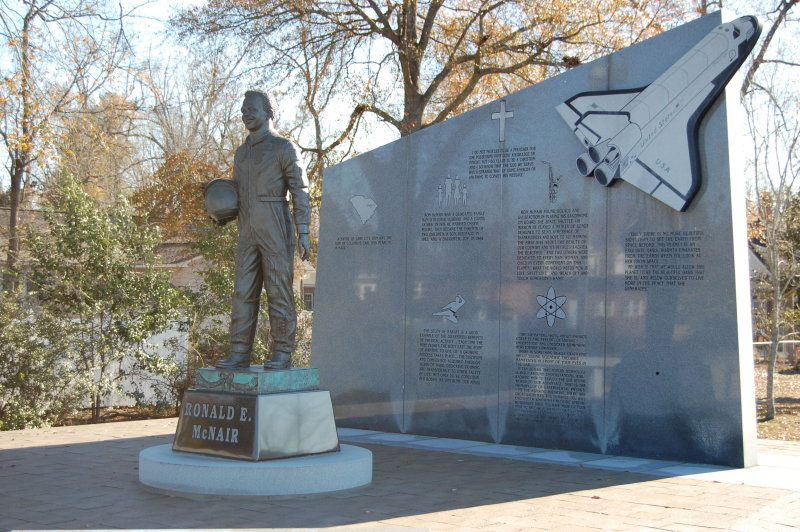
Меморіал доктора Рональда Е. Макнейра в його рідному місті, Лейк-Сіті, Південна Кароліна

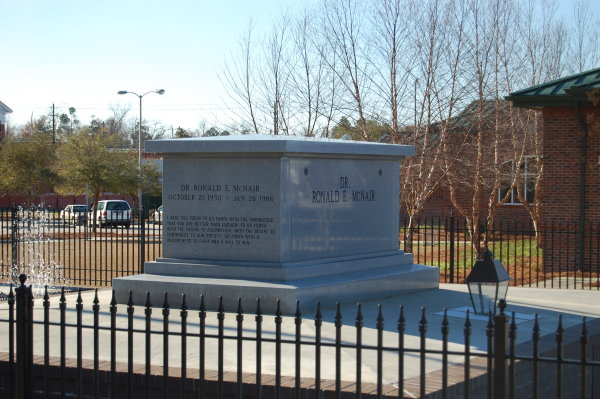
Могила доктора Рональда Е. Макнейра в його рідному місті, Лейк-Сіті, Південна Кароліна

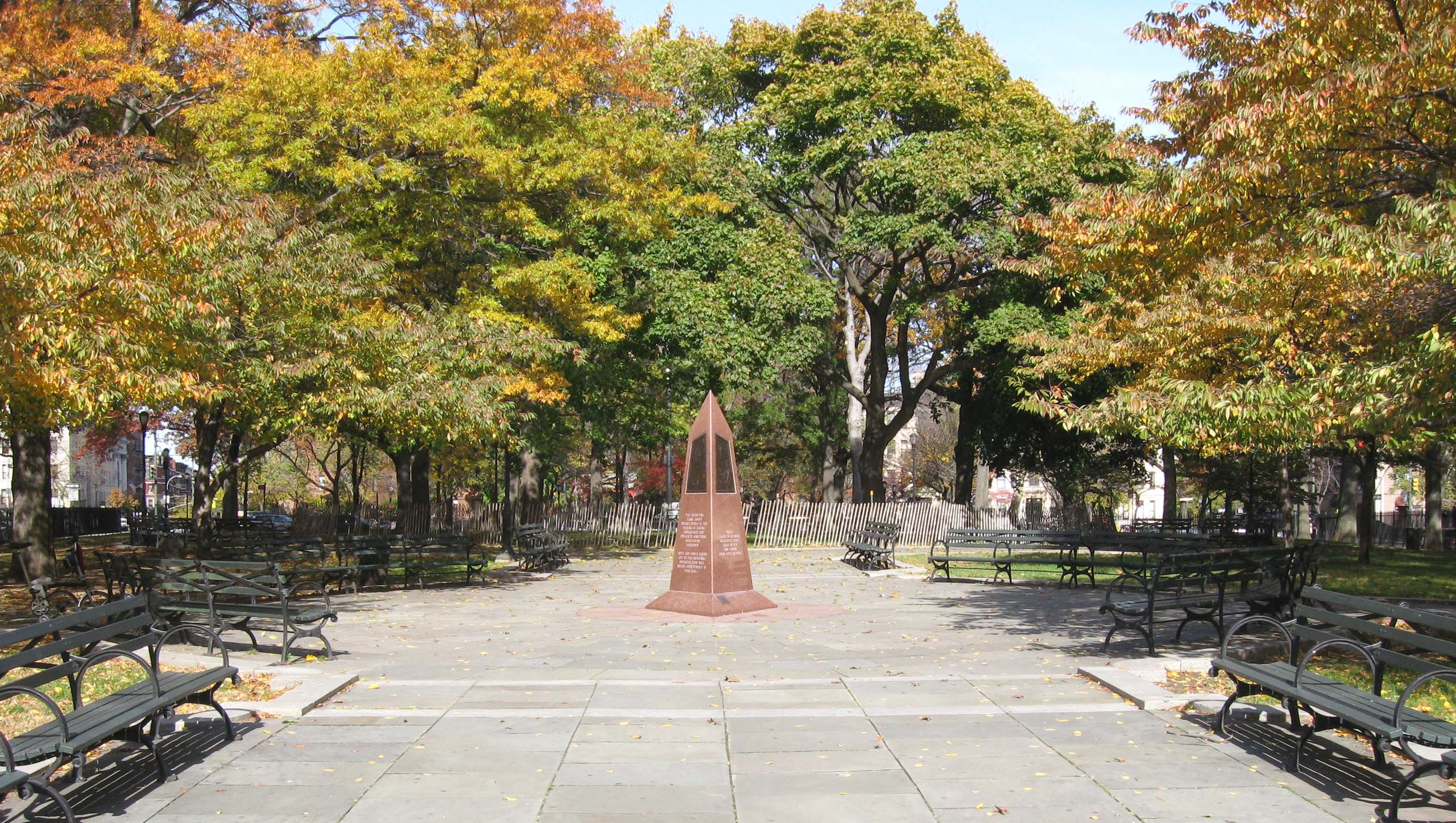
Парк Рональда Макнейра в Брукліні, Нью-Йорк

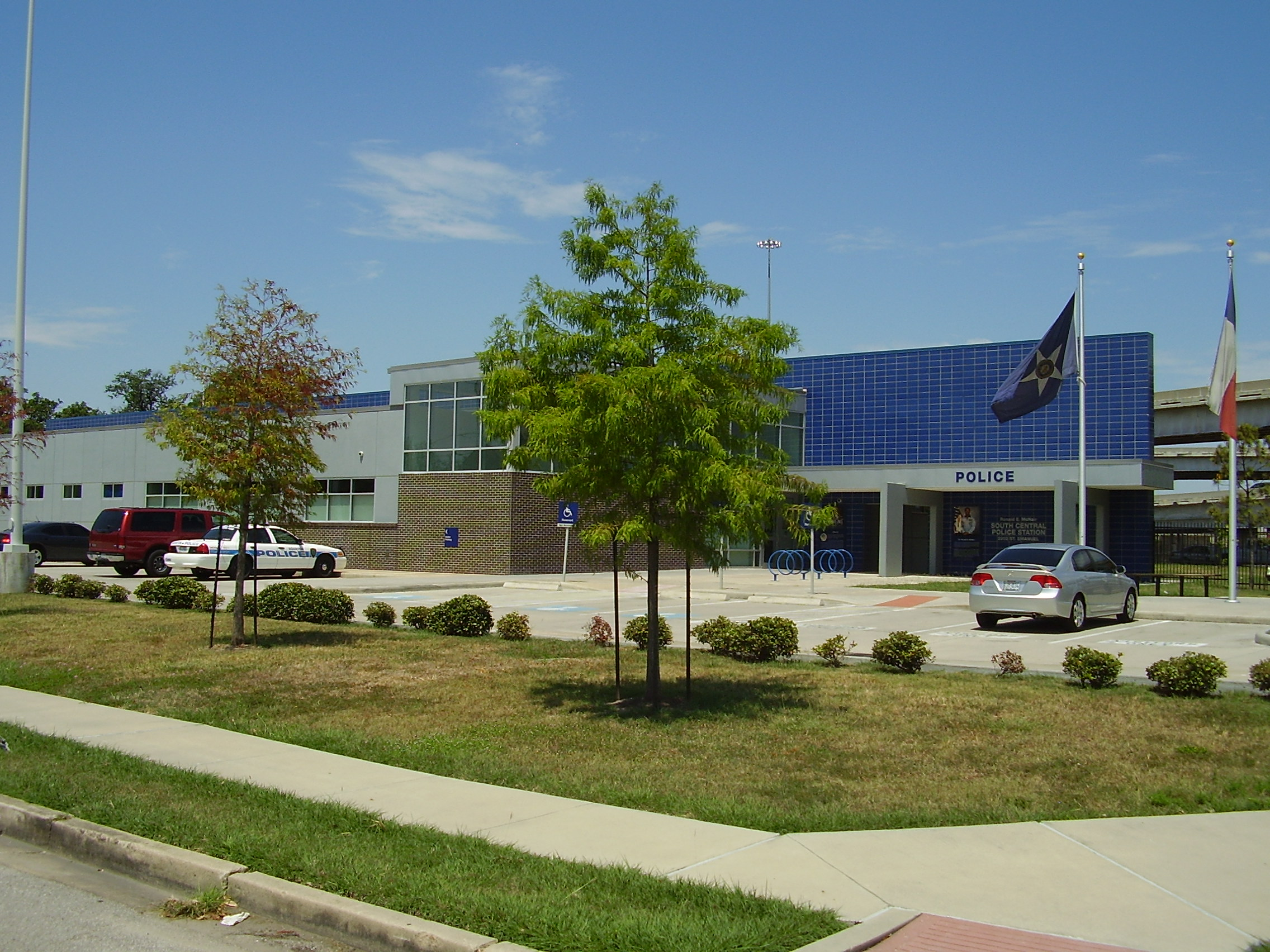
Південний центральний поліцейський відділ Рональда Е. Макнейра Департаменту поліції Х'юстона в Х'юстоні, штат Техас

У 2004 році Макнейр був посмертно нагороджений Почесною медаллю Конгресу разом із усіма членами екіпажу, які загинули під час катастроф Челленджера та Колумбії.
На честь Макнейра були перейменовані різні громадські місця, люди та програми:
- На його честь названо кратер Макнейр на Місяці.
- У будівлі Макнейра (також відомій як Будівля 37) в Массачусетському технологічному інституті, його альма-матер, знаходиться Інститут астрофізики та космічних досліджень ім. Кавлі.
- Науковий центр Макнейра в Університеті Френсіса Маріона у Флоренції, Південна Кароліна
- На його честь названо Центр аерокосмічних інновацій і досліджень Макнейра в Університеті Південної Кароліни.
- На його честь названо парк і центр відпочинку Макнейр у Помпано-Біч, штат Флорида .
- Бульвар Рональда Макнейра в Лейк-Сіті, штат Південна Кароліна, названий на його честь, розташований поруч з іншими вулицями, названими на честь астронавтів, які загинули в катастрофі Челленджера.
- У комплексі Quailbrook East у Сомерсеті, штат Нью-Джерсі, є вулиці, названі на честь Челленджера та решти з семи астронавтів[19].
- Міністерство освіти США пропонує програму досягнень TRIO Ronald E. McNair Post-Baccalaureate Achieveate Program для малозабезпечених студентів, студентів першого покоління та/або недостатньо представлених студентів післядипломної освіти для отримання докторської освіти.
- 29 січня 2011 року бібліотека Лейк-Сіті, штат Південна Кароліна, була присвячена Центру історії життя Рональда Макнейра[11]. Коли Рональду Макнейру було дев'ять років, викликали поліцію та його матір, ому що він хотів взяти книги з цієї бібліотеки, яка обслуговувала тільки білих відвідувачів, до його приїзду. Він сказав жінці: «Я почекаю» і сидів на прилавку, поки не приїхали поліція і його мати, а офіцер сказав: «Чому б вам просто не віддати йому книжки?», що жінка за прилавком неохоче і зробила. Він сказав: «Дякую, пані», коли отримав книжки[10]. Цей епізод, як згадує його брат Карл Макнейр, зображено в короткометражному анімаційному фільмі[20][21][22].

- Численні школи K–12 також названі на честь Макнейра.
  - Початкова школа Макнейра в Комптоні, Каліфорнія
  - Los Robles Ronald McNair Academy[23] в Іст-Пало-Альто, Каліфорнія
  - Початкова школа Рональда Макнейра в Джермантауні, штат Меріленд
  - Початкова школа Рональда Е. Макнейра в Гейзелвуді, штат Міссурі[24]
  - PS 5, Школа доктора Рональда Макнейра в Брукліні, Нью-Йорк
  - PS/MS 147 Рональд Макнейр у Cambria Heights Queens, Нью-Йорк
  - Початкова школа Рональда Макнейра в Грінсборо, Північна Кароліна
  - Початкова школа Рональда Е. Макнейра в Далласі, Техас  (Dallas ISD)
  - Початкова школа Рональда Ервіна Макнейра в Дентоні, штат Техас (Denton ISD)
  - Середня школа імені Рональда Макнейра в Рокледжі, Флорида
  - Середня школа імені Рональда Макнейра в окрузі Декалб, штат Джорджія, поблизу Декейтера
  - Середня школа імені Рональда Макнейра в Коледж-Парку, штат Джорджія
  - Середня школа імені Рональда Макнейра, колишня середня школа Ендрю Джексона в Детройті, штат Мічиган
  - Середню школу імені Рональда Е. Макнейра в Лейк-Сіті, штат Південна Кароліна, було перейменовано з Карверської середньої школи на його честь (він був випускником цієї школи).
  - Середня школа імені Рональда Е. Макнейра, Сан-Антоніо, Техас – Південно-Західний ISD
  - Молодша середня школа імені Рональда Е. Макнейра в Гантсвіллі, штат Алабама[25]
  - Молодша середня школа імені доктора Рональда Макнейра в Пеєрленді, штат Техас (незалежний шкільний округ Елвіна), названа на честь доктора Макнейра[26].
  - Середня школа імені Рональда Е. Макнейра в Стоктоні, Каліфорнія
  - Середня школа імені доктора Рональда Е. Макнейра в окрузі Декальб, штат Джорджія, поблизу Декейтера
  - Академічна середня школа імені доктора Рональда Е. Макнейра в Джерсі-Сіті, Нью - Джерсі[27]
  - Академічний центр імені Рональда Е. Макнейра в Чикаго, штат Іллінойс
  - Будівля Рональда Е. Макнейра: Французький ліцей де ла Нувель-Орлеан, Новий Орлеан, Луїзіана
  - Будівля Рональда Е. Макнейра: KIPP Believe College Prep, Новий Орлеан, Луїзіана
  - Адміністративний центр Рональда Е. Макнейра в Юніверсіті-Сіті, Міссурі

- На його честь названа масонська ложа Рональда Е. Макнейра Прінс Холл № 146 у Сьютленді, штат Меріленд[28]
- На честь Макнейра названо будівлю в кампусі середньої школи Willowridge у Х’юстоні, штат Техас.
- Меморіальний парк Макнейра в Ель-Лаго, штат Техас, названо на його честь[29].
- На його честь у парку Рональда Макнейра в Брукліні, штат Нью-Йорк, встановлено меморіал[30][31][32].
- Ігровий майданчик доктора Рональда Е. Макнейра в Східному Гарлемі, Мангеттен, Нью-Йорк, названий на його честь[33].
- На його честь названо космічний театр Рональда Е. Макнейра в планетарії Девіса в центрі Джексона, штат Міссісіпі.
- Комп’ютерна лабораторія відкритого доступу McNair в Університеті штату Каліфорнія, Бейкерсфілд
- На його честь названо будівлю Військово-морського військово-морського центру на кампусі Південного університету та коледжу A&amp;M у Батон-Ружі, Луїзіана. Рональд Е. Макнейр Хол, на території університету штату Північна Кароліна A&amp;T у Ґрінсборо, Північна Кароліна

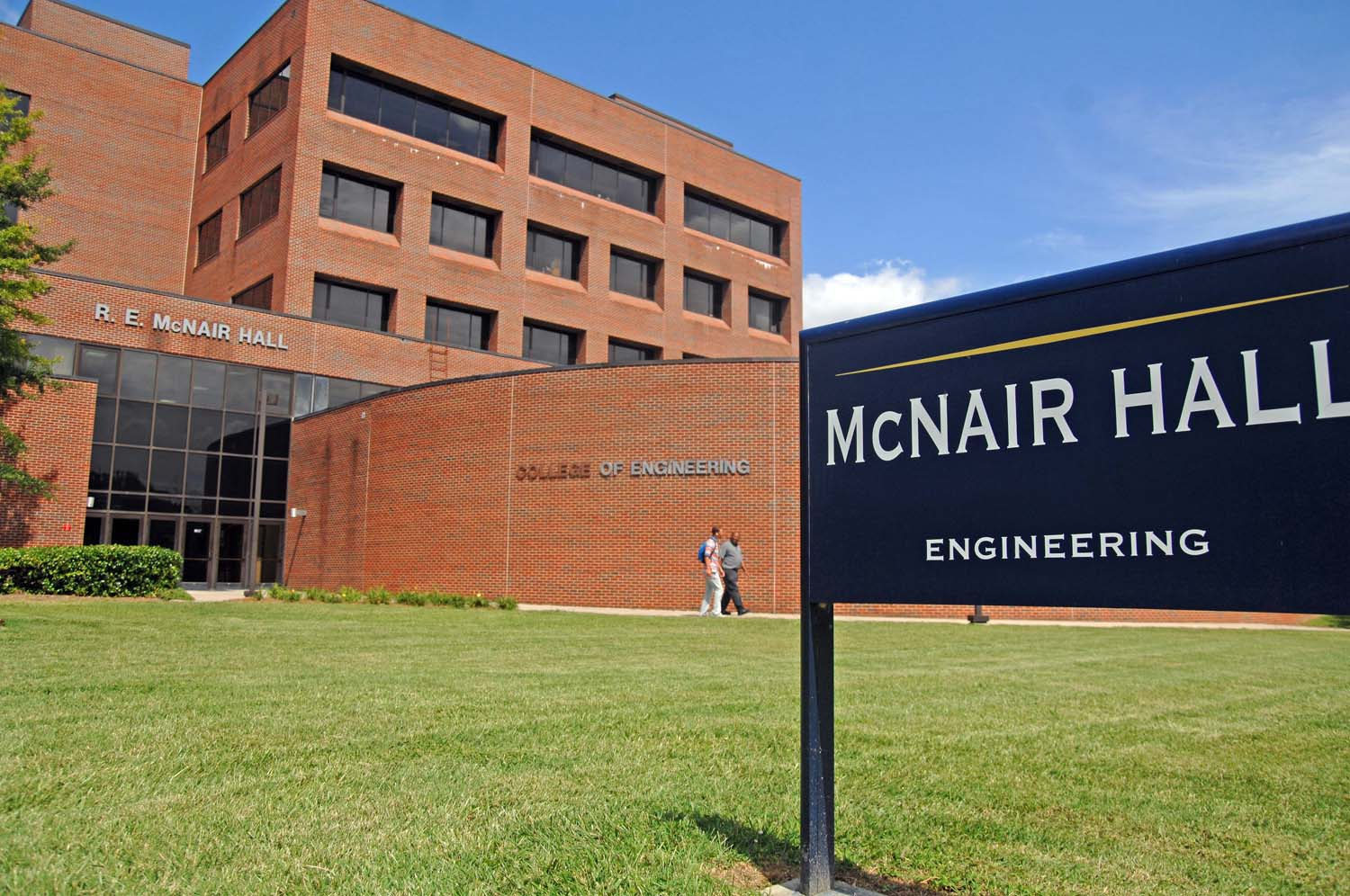
Рональд Е. Макнейр Хол, на території університету штату Північна Кароліна A&T у Ґрінсборо, Північна Кароліна

- На його честь названо Інженерну будівлю в Університеті штату Північна Кароліна A&amp;T у Ґрінсборо, штат Північна Кароліна. Університет щорічно проводить святкування Дня Макнейра[34].
- Роль Макнейра зіграв Джо Мортон у телефільмі «Челленджер» 1990 року.
- Пісня «A Drop Of Water», записана японською джазовою виконавицею Кейко Мацуї з вокалом покійного Карла Андерсона, була написана на честь Макнейра.
- Трек Жана Мішеля Жарра «Last Rendez-Vous» був перейменований на його честь «Ron's Piece». Спочатку Макнейр мав записати трек у космосі на борту «Челленджера», а потім виконати його на концерті Жарра «Rendez-vous Houston» у прямому ефірі.
- Програма McNair Scholars/Achievement Programs, що фінансується федеральним бюджетом, надає кошти на дослідження та стажування молодшим і старшим людям, які належать до першого покоління та є малозабезпеченими, або членам недостатньо представлених груп, для підготовки до аспірантури. Участь беруть 187 закладів (станом на 2020 рік)[35][36]. Університет штату Мічиган, Університет штату Вашингтон і Університет Сіракуз є трьома прикладами цих програм, і вони пропонують Програму літніх дослідницьких можливостей як додаткові компоненти програми[37].

## Особисте життя
Макнейр був одружений на Шеріл Макнейр, у них було двоє дітей. Шеріл є директором-засновником Challenger Center, який зосереджується на космічній науці.

### Процитовані роботи
- McNair, Carl S.; Brewer, H. Michael (2005). In the spirit of Ronald E. McNair, astronaut: an American hero. Atlanta, GA: Publishing Associates. ISBN 9780942683202.